# Henri Beraldi
Angelo Ferdinand Henri Beraldi, nascut el 6 de febrer 1849 a París i mort en aquesta ciutat el 31 de març de 1931 era un sots-cap d'oficina al ministeri de la Marina i de les Colònies de França, home de lletres, fundador i president de la Societé des livres, col·leccionista d'estampes, bibliòfil, escriptor d'art i editor francès, oficial de la Legió d'honor. És conegut també per proposar el concepte Pirineisme en el context de la seva obra Cent Ans aux Pyrénées

## Biografia

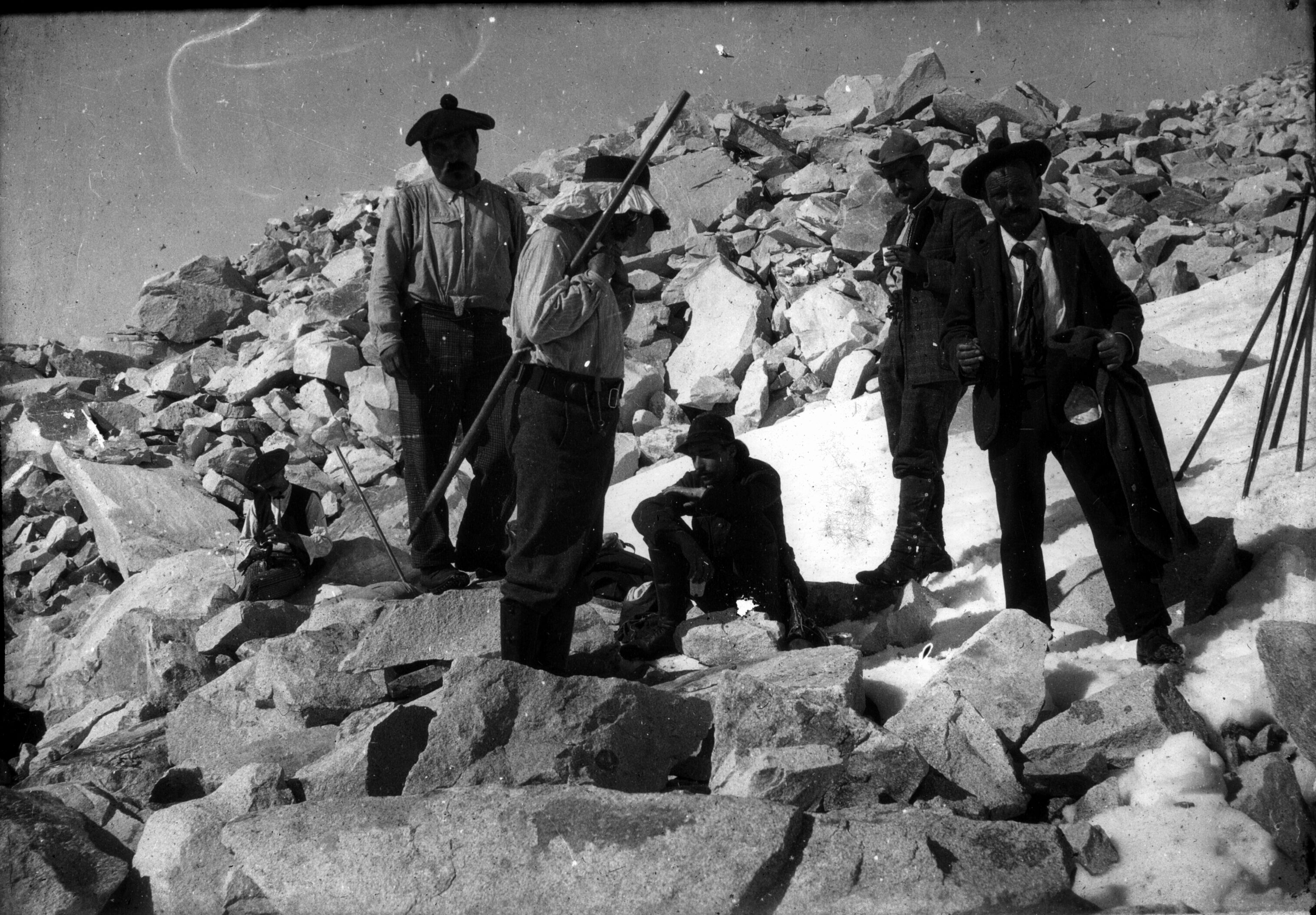
Ascensió de l'Aneto pels Beraldi, pare i fill, fotografia del 1900, aproximadament.

Angelo Ferdinand dit « Henri », és fill de Pierre-Louis Beraldi, sots-director al ministeri de la Marina, diputat electe de l'Aude (1876-1885) i president al consell d'administració dels Ferrocarrils de l'Estat, i de Suzanne Mathilde Mazzoli (1823-1909). Es casà el 4 de desembre de 1880 a París amb Cécile Félicie Jeanne « Mathilde » Gavet. Van tenir cinc fills, tres nois i dues noies
Henri Béraldi era membre i president de nombroses associacions culturals. Durant la Primera Guerra Mundial, és administrador de l'hospital de la Creu Roja, a París.
Als 20 anys va manifestar el seu gust per a les vinyetes, les il·lustracions, les estampes i gravats. Amb els anys va aconseguir reunir una col·lecció de renom. La seva biblioteca figurava als anys 1920 entre les quatre més famoses de França.
A l'edat de 25 anys que Henri Béraldi va publicar la seva primera obra, L'œuvre de Moreau el Jove. La van seguir diversos llibres sobre l'art de la gravadura.
Va publicar igualment molts catàlegs d'estampació, i de les labors dedicades a la bibliofilia, així com a l'enquadernació. Estampes et Livres de 1872 a 1892.

### Pirineista
Se'l veia sovint als Pirineus (va passar diversos estius a Luchon), hi va fer moltes ascensions. Es vantava d' haver pujat més de cent vegades al Port de Benasque.
Bibliòfil apassionat, va investigar i va col·leccionar llibres consagrats als Pirineus. Va publicar diverses obres sobre aquesta « literatura pirinenca » :.॥॥
- Cent ans aux Pyrénées (en català "Cent anys als Pirineus") (1898-1904), una obra monumental en set volums. Hi analitza i comenta, de vegades amb ironia, sempre amb passió, la literatura pirinenca del segle xix, de Ramond de Carbonnières als primers escriptors del segle XX. Aquesta obra és al mateix temps una història de l'exploració i de la « conquesta » dels cims dels Pirineus. Al preàmbul del tom I, « excursió biblio-pirinenca », proposa, a partir del model d'alpinisme, el terme « pirineisme ». El projecte inicial era una edició il·lustrada amb els dibuixos de Charles Jouas, gravats per Henri Paillard, els dos artistes que van acompanyar Beraldi a les seves peregrinacions pirinenques. Els dibuixos ja estaven llestos i la majoria gravats, però l'obra va aparèixer, per raons desconegudes, sense il·lustracions, excepte els vuit retrats de les cobertes.

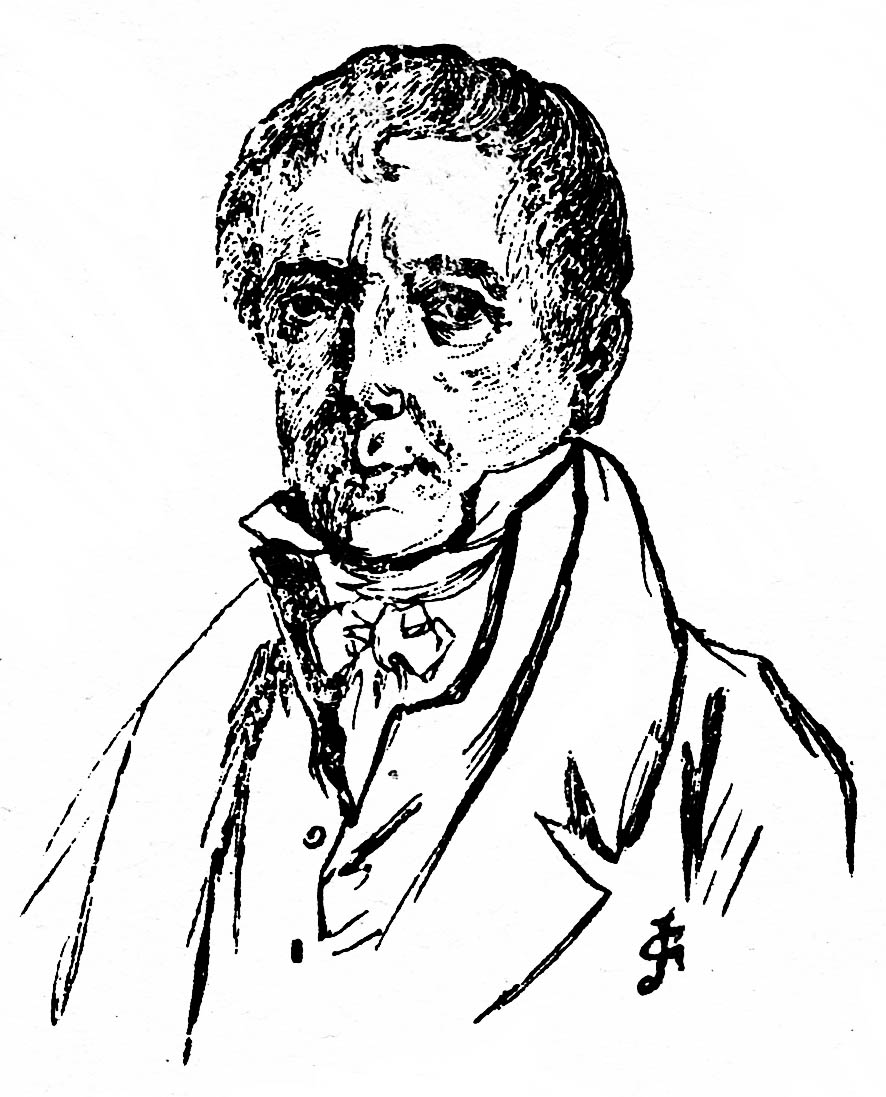
Ramond
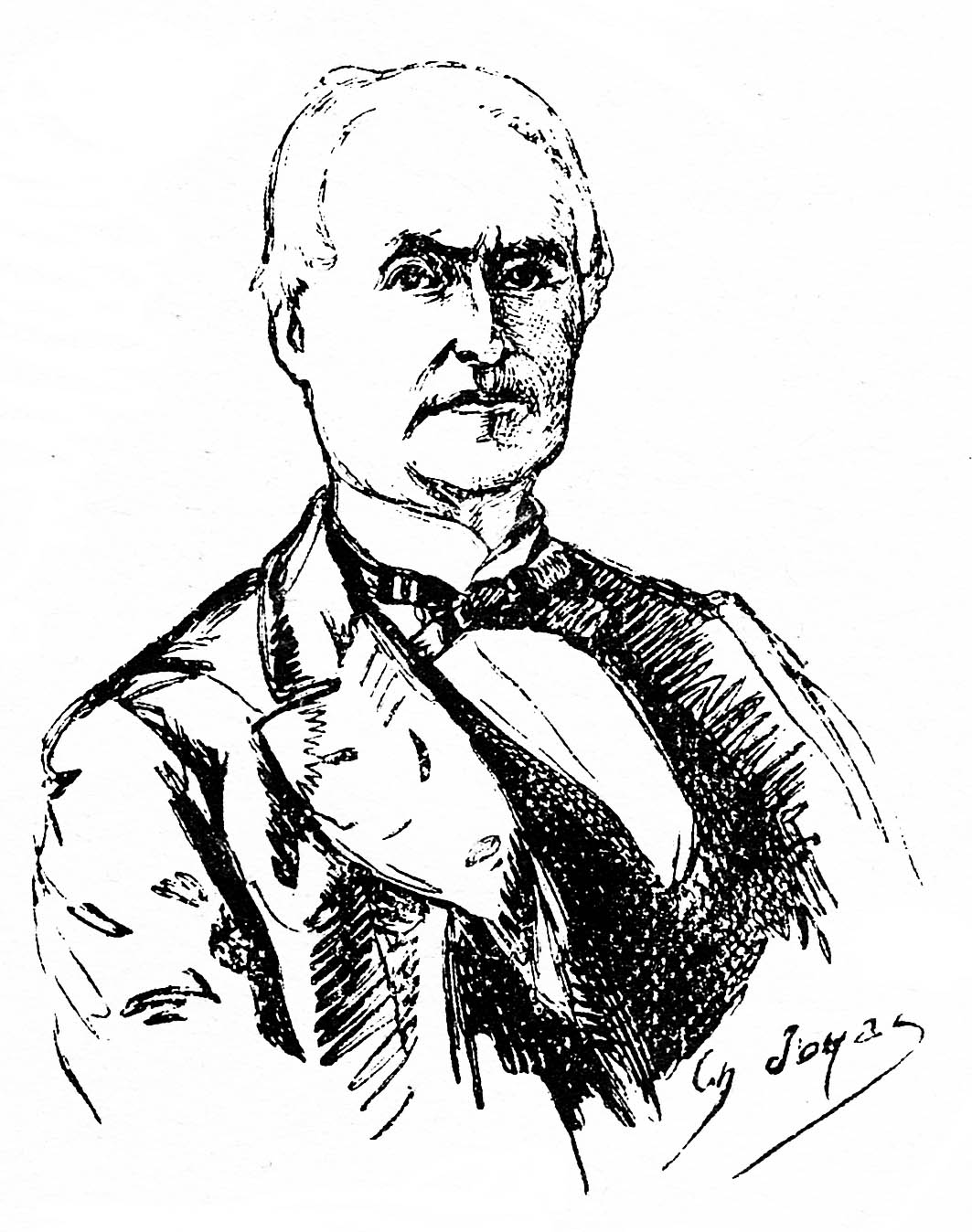
Lézat
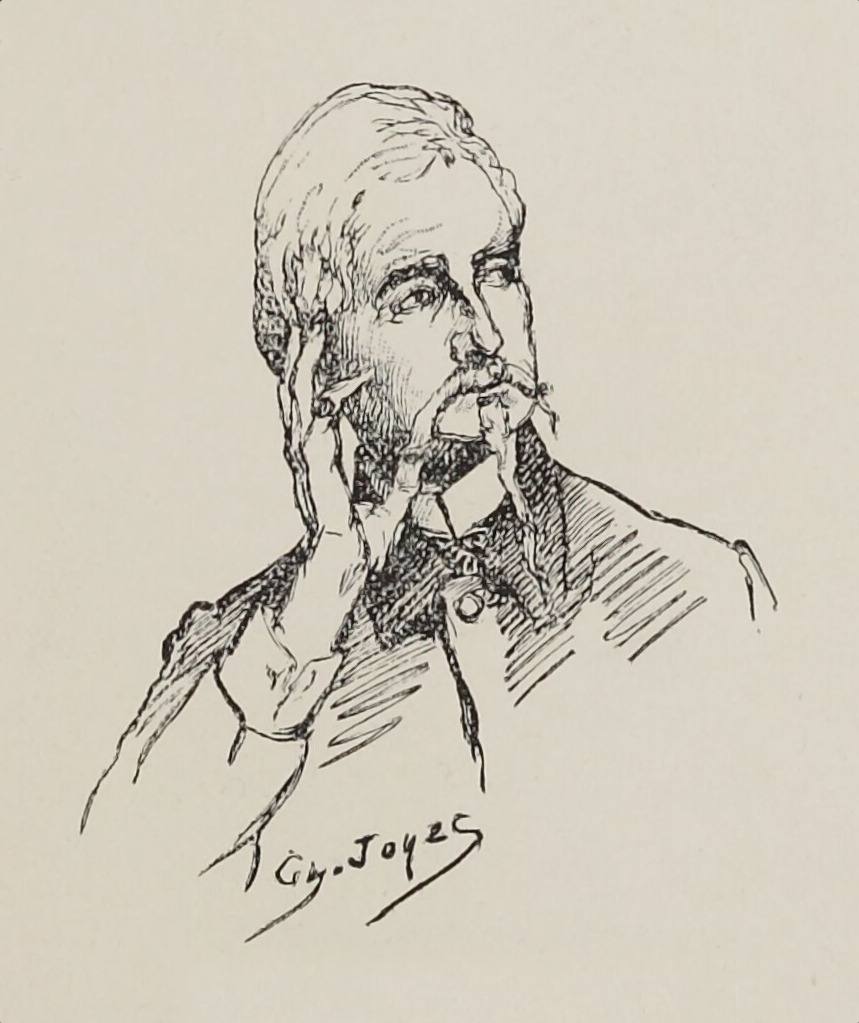
Russell
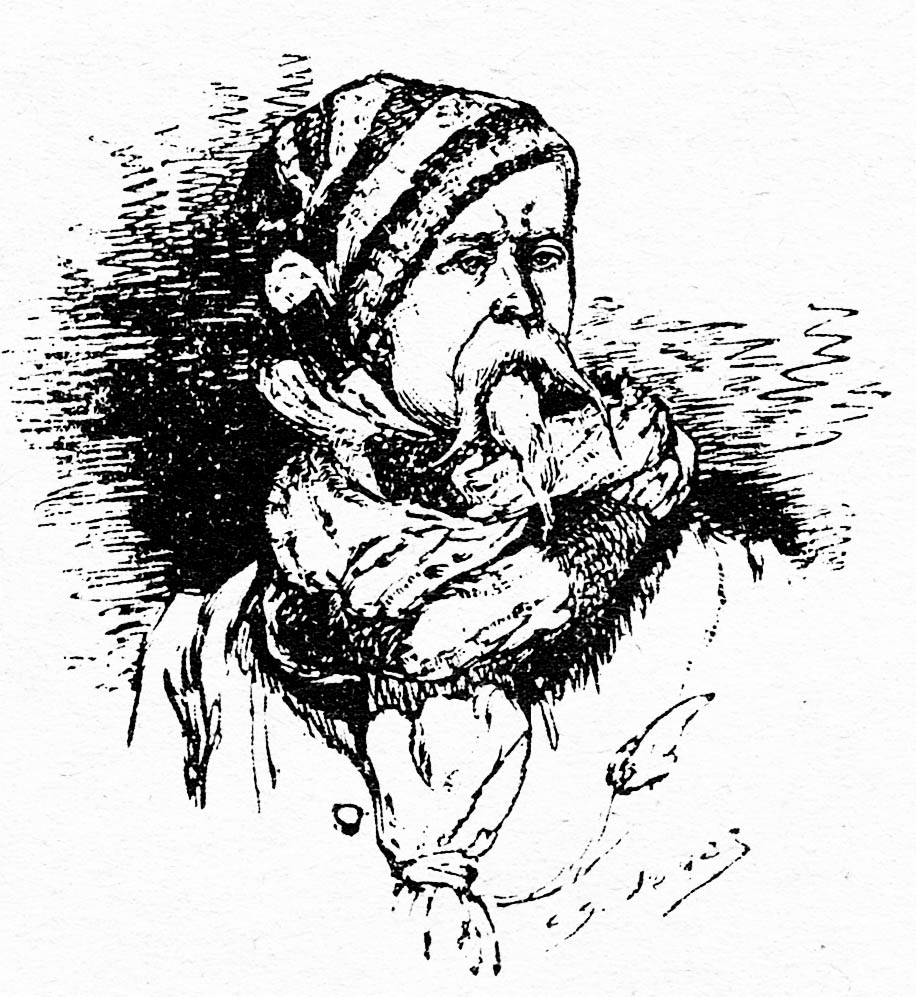
Nansouty
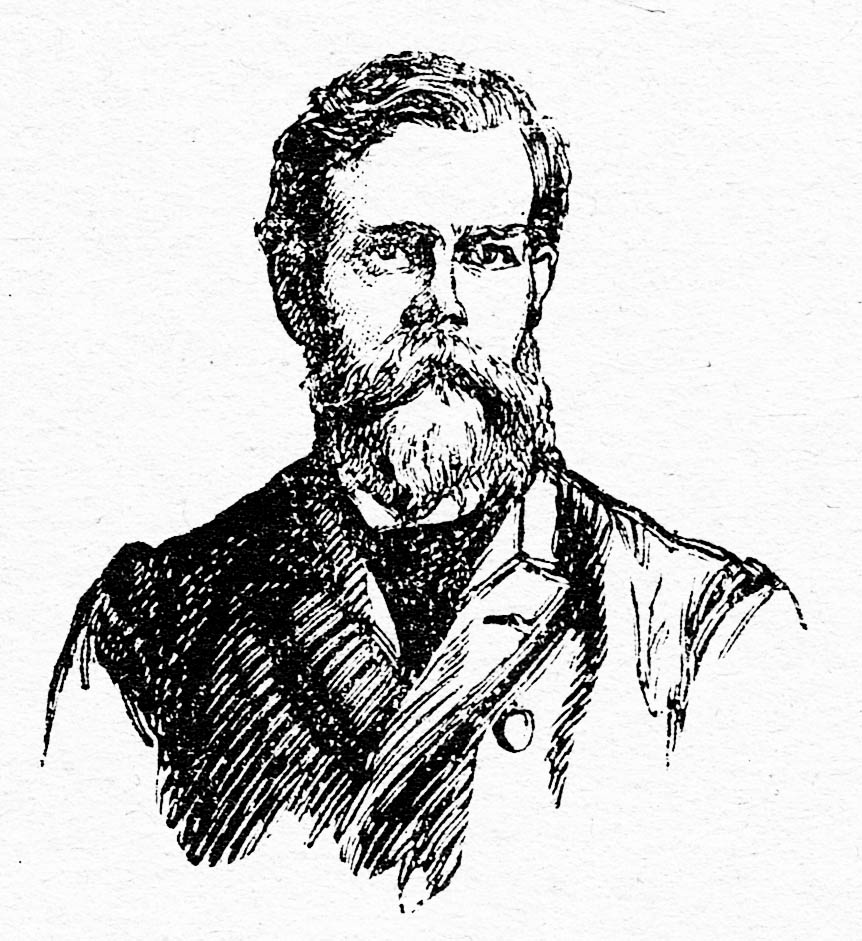
Schrader
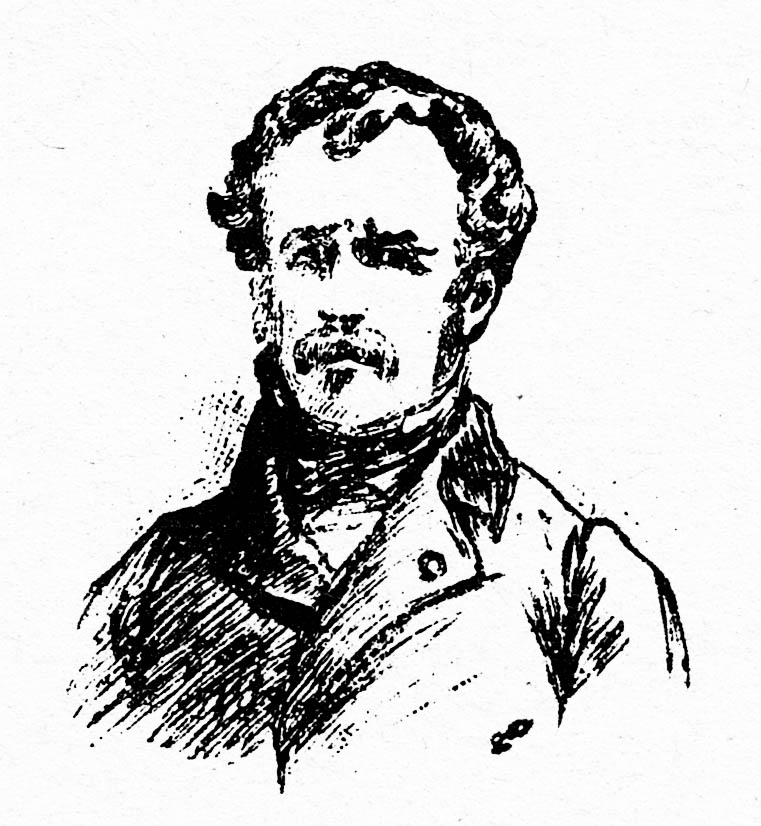
Peytier
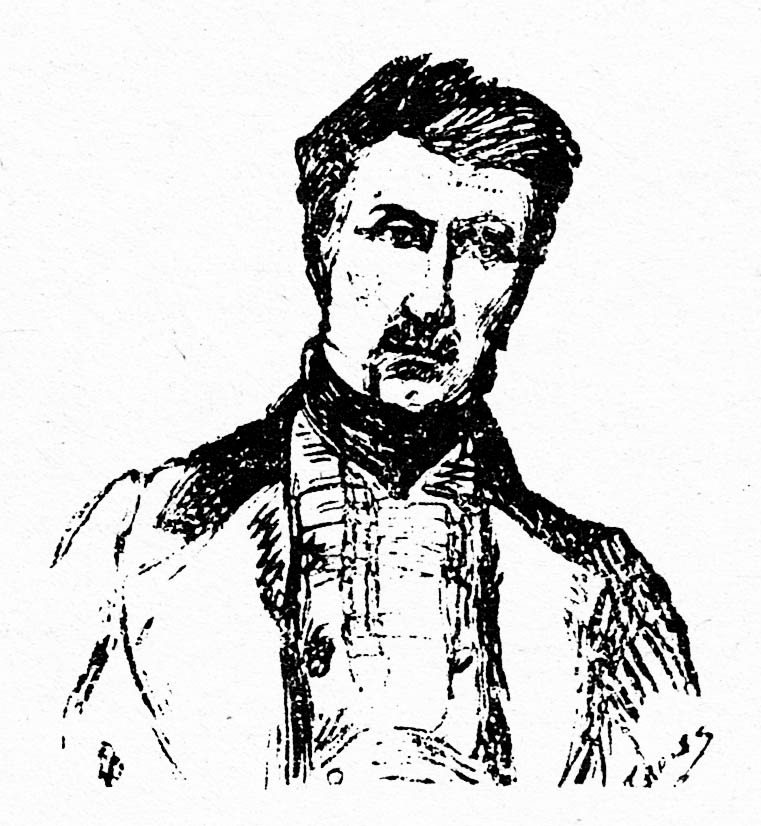
Hossard

- Henri Beraldi: Le Passé del pyrénéisme Notes d'un bibliophile Tom I (1911) : Les Pyrénées avant Ramond. Tom II (1919) : Ramond de Carbonnières, el cardenal de Rohan, Cagliostro.
- Henri Beraldi: Le Sommet des Pyrénées. Notes d'un bibliophile Tom I (1923) : Les Cent et un pics. Tom II (1924) : Tuquerouye. París Tom III (1925) : Du Mont-Perdut au Nethou.

Es va interessar també pels oficials geodèsics que van establir els límits de la frontera franco-espanyola (Junker) o el mapa de l'estat major (Peytier i Hossard, entre d'altres) :
- Henri Beraldi Balaïtous i Pelvoux. Tom I : Notes sur les officiers de la carte de France. Tom II : Un Officier géodésien aux Pyrénées en 1786-1795, les premières ascensions du grand Pelvoux par le capitaine Durand.

En reconeixement dels seus treballs sobre els Pirineus, la ciutat de Luchon va edificar un monument a la seva memòria.
La Biblioteca de Tolosa posseeix un « fons Beraldi », cedida pels hereus d'Henri Beraldi, comprenent una part de les seves col·leccions, aquella relativa als Pirineus i a Luchon.

## Publicacions

### Autor
- Roger de Portalis i Henri Beraldi, Les graveurs du dix-huitième siècle, París, D. Morgand i C. Fatout, 1880-1882, tres volums in-8°. Consultar en línia. reproduït en fac-simile, París, L'Escala de Jacob, 2001.
- Henri Beraldi, Mes estampes, Lille, L. Danel, 1887, 107 pàg. Consultar en línia.
- Henri Beraldi, Les graveurs du XIXe siècle : guide de l'amateur d'estampes modernes, 12 volums (1885-1892). Consultar en línia.
- Henri Beraldi, Voyage d'un livre à travers la Bibliothèque nationale : propos de bibliophile, París, G. Masson, 1893, 45 pàg. Consultar en línia.
- Henri Beraldi, Cent ans aux Pyrénées, París, 1898-1904, set volums in-8°, reedicions per « Les Amis du livre pyrénéen », Pau, 1977, i després per la « Librairie des Pyrénées et de Gascogne », Pau, 2001.
- Henri Beraldi, Balaïtous et Pelvoux, reedició per Rando Éditions (2004).

### Editor
Henri Beraldi va editar moltes obres, entre les quals:
- Paysages Parisiens. Heures et saisons, d'Émile Goudeau, dibuixos i gravats d'Auguste Lepère, 1892
- Tableaux de Paris. Paris qui consomme, d'Émile Goudeau, il·lustracions de Pierre Vidal, 1893
- Paris au hasard, de Georges Montorgueil, dibuixos i gravats d'Auguste Lepère, 1895
- Tableaux de Paris. Paris qui consomme. d'Émile Goudeau, il·lustracions de Charles Jouas, 1897
- Poemes Parisencs, d'Émile Goudeau, il·lustracions de Charles Jouas, 1897
- Paris-Staff Exposition de 1900, d'Émile Goudeau, 1902